# Anastoechus caucasicus
Anastoechus caucasicus är en tvåvingeart som beskrevs av Paramonov 1930. Anastoechus caucasicus ingår i släktet Anastoechus och familjen svävflugor. Inga underarter finns listade i Catalogue of Life.